# Bruquinos
Bruquinos (Bruchini) é uma tribo de coleópteros da subfamília Bruchinae.

## Sistemática
- Ordem Coleoptera
  - Subordem Polyphaga
    - Infraordem Cucujiformia
      - Superfamília Chrysomeloidea
        - Família Chrysomelidae
          - Subfamília Bruchinae
            - tribo Bruchini
              - Subtribo Acanthoscelidina
              - Subtribo Bruchidiina
              - Subtribo Bruchina
              - Subtribo Megacerina